# Lijst van beelden in Waterland
Dit is een (onvolledige) chronologische lijst van beelden in Waterland. Onder een beeld wordt hier verstaan elk driedimensionaal kunstwerk in de openbare ruimte van de Nederlandse gemeente Waterland, waarbij beeld wordt gebruikt als verzamelbegrip voor sculpturen, standbeelden, installaties, gedenktekens en overige beeldhouwwerken.
| Geplaatst | Omschrijving                                                            | Kunstenaar     | Straat          | Plaats             | Materiaal            | Afbeelding |
| --------- | ----------------------------------------------------------------------- | -------------- | --------------- | ------------------ | -------------------- | ---------- |
| 1955      | Oorlogsmonument                                                         | onbekend       | Zarkenplantsoen | Monnickendam       | natuursteen          |            |
| 1989      | Waterdraagster                                                          | Clasien Kramer | Aalduikerweg    | Ilpendam           | beton                |            |
| 1990      | Monument voor Britse Militairen                                         | onbekend       | Zarkenplantsoen | Monnickendam       | natuursteen en brons |            |
| 1994      | De Roker                                                                | Rob Cerneüs    | Gooische Kade   | Monnickendam       | brons                |            |
| 1998      | Leren is een weg tot vrijheid voor wie er in slaagt leerling te blijven | Rob Cerneüs    | Noordeinde      | Monnickendam       | Brons                |            |
| 2013      | De Monnick                                                              | Rob Cerneüs    | Damsluis        | Monnickendam       | brons                |            |
| 2016      | The Wave, monument voor de Watersnoodramp 1916                          | Linda Verkaaik | Hogedijk        | Marken             |                      |            |
|           | Engel "de Faam"                                                         | onbekend       | Noordeinde 4    | Monnickendam       | steen                |            |
|           | Sint Sebastiaan                                                         | onbekend       | Dorpsstraat 58  | Ilpendam           |                      |            |
|           | Oorlogsmonument                                                         | onbekend       | Kerkplein       | Broek in Waterland | Glas en steen        |            |
|           | Herdenking Stormvloed van 1825 op de voet van een oude lantaarnpaal     | onbekend       | Kerkplein       | Broek in Waterland | Steen                |            |